# Štadión Červenej hviezdy Bratislava
Štadión Červenej hviezdy Bratislava – nieistniejący już stadion sportowy w Bratysławie (w dzielnicy Petržalka), stolicy Słowacji. Istniał od końca lat 20. do początku lat 80. XX wieku. Mógł pomieścić 20 000 widzów. Swoje spotkania do 1938 roku rozgrywali na nim piłkarze klubu 1. ČsŠK Bratislava, w latach 1938–1945 zespół SC Engerau, a po II wojnie światowej Červená hviezda Bratislava.
Stadion klubu 1. ČsŠK Bratislava (obecnie Slovan) powstał pod koniec lat 20. XX wieku. Obiekt mieścił się w północnej części Petržalki, przy Starohájskej ceste, pomiędzy stadionem klubu PTE (do czasu otwarcia własnego obiektu to na nim grali piłkarze 1. ČsŠK Bratislava), a obiektem zespołu Makkabea. W 1938 roku, po układzie monachijskim, Petržalka znalazła się w granicach III Rzeszy. 1. ČsŠK Bratislava przeniósł się na drugi brzeg Dunaju, na boisko służące organizacji Sokół (niedługo później Slovan wybudował nieopodal tego boiska swój nowy stadion, który służył do pierwszej dekady XXI wieku). Nowym gospodarzem obiektu został zespół SC Engerau. Po II wojnie światowej Petržalka powróciła w granice Czechosłowacji, a na stadionie swoje spotkania rozgrywali piłkarze klubu Červená hviezda Bratislava (późniejszy ŠKP Inter Dúbravka Bratislava). Na początku lat 80. XX wieku stadion został zlikwidowany. Przez teren dawnej areny biegnie dziś ulica (Jantárová cesta) i torowisko tramwajowe. Obiekt mógł pomieścić 20 000 widzów (źródła podają także pojemność 15 000 i 30 000 widzów).